# Kölner Lichter

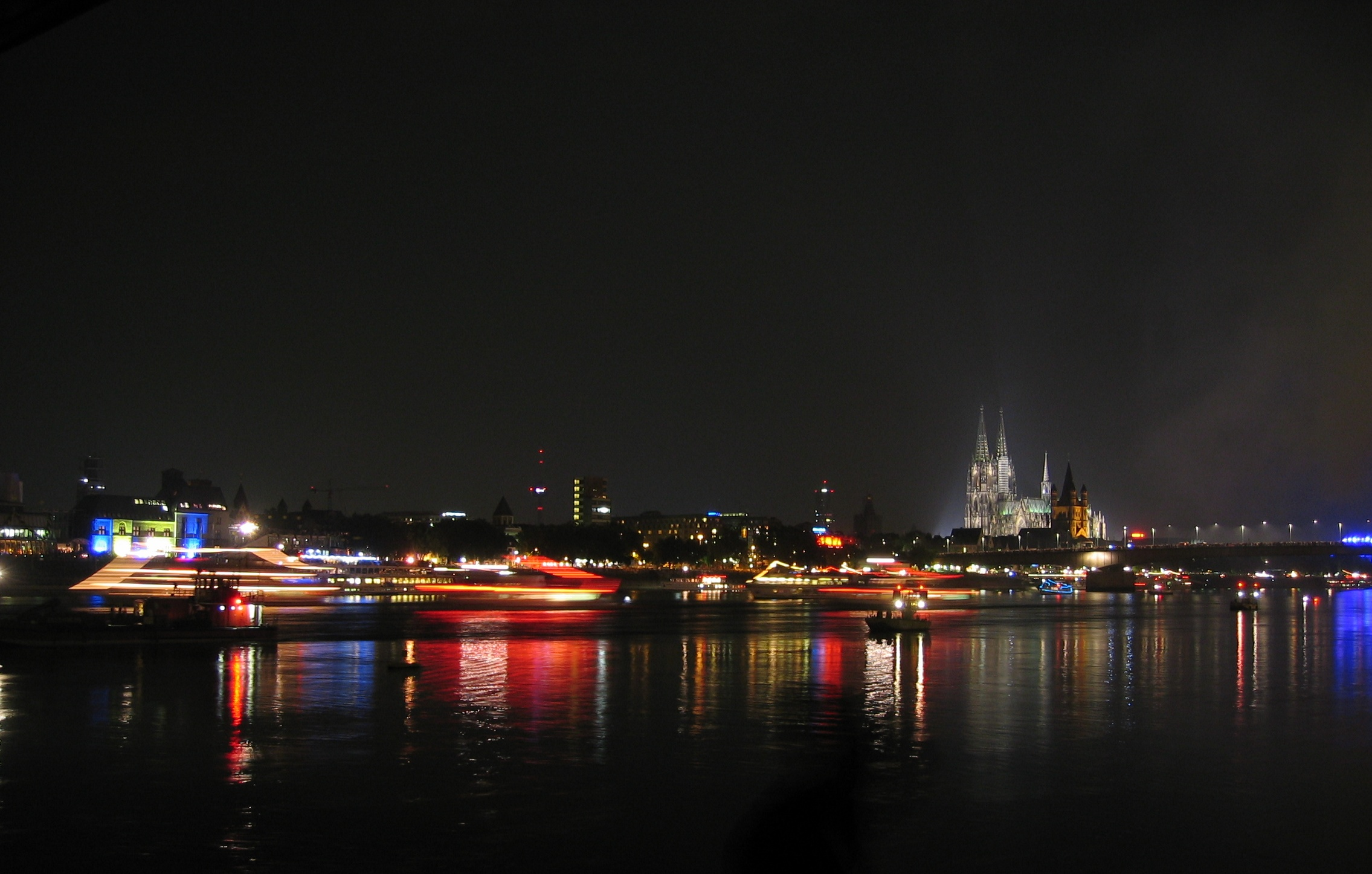
Cathédrale de Cologne avec bateaux illuminés

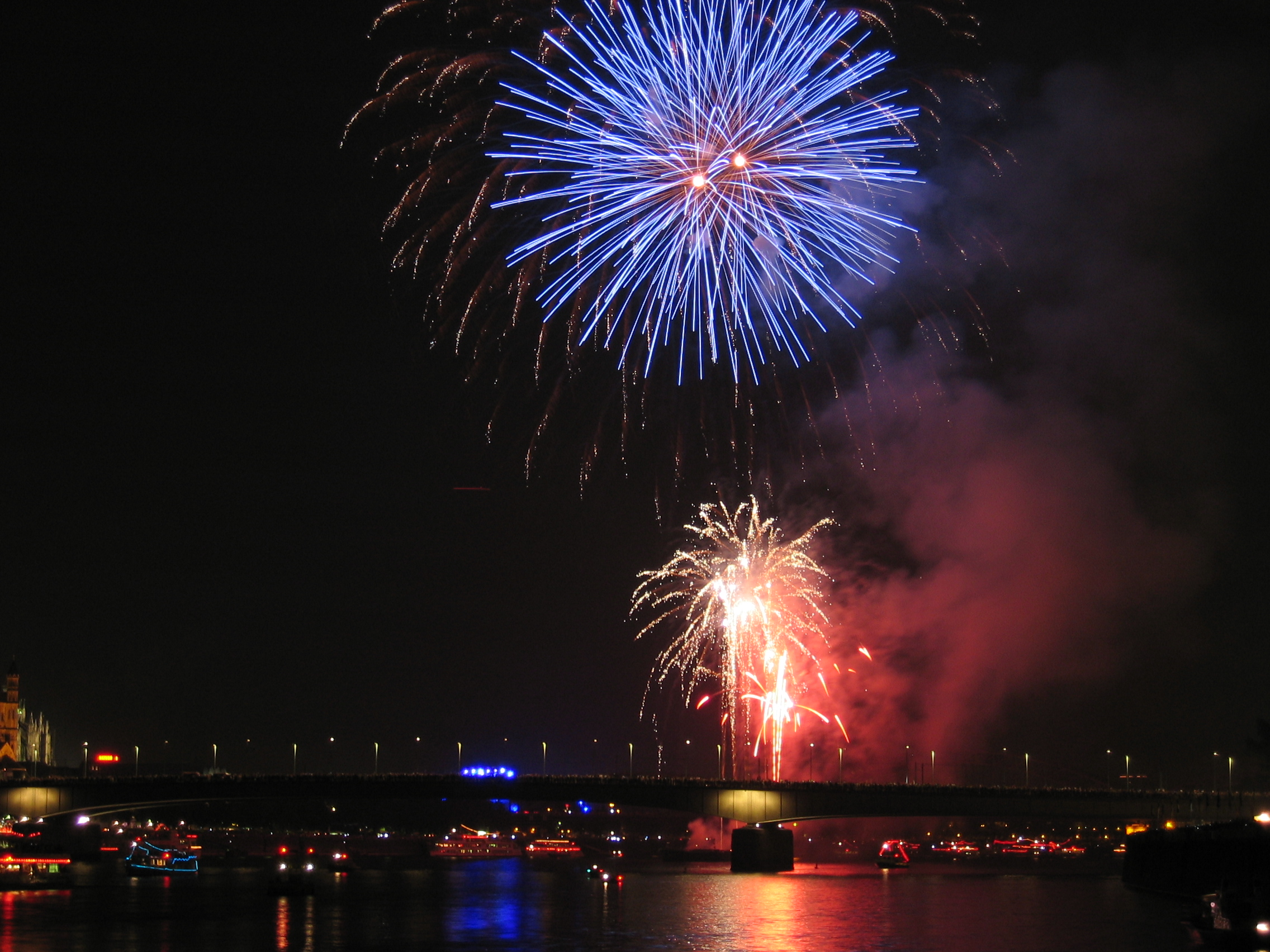
Cathédrale de Cologne avec feu d'artifice

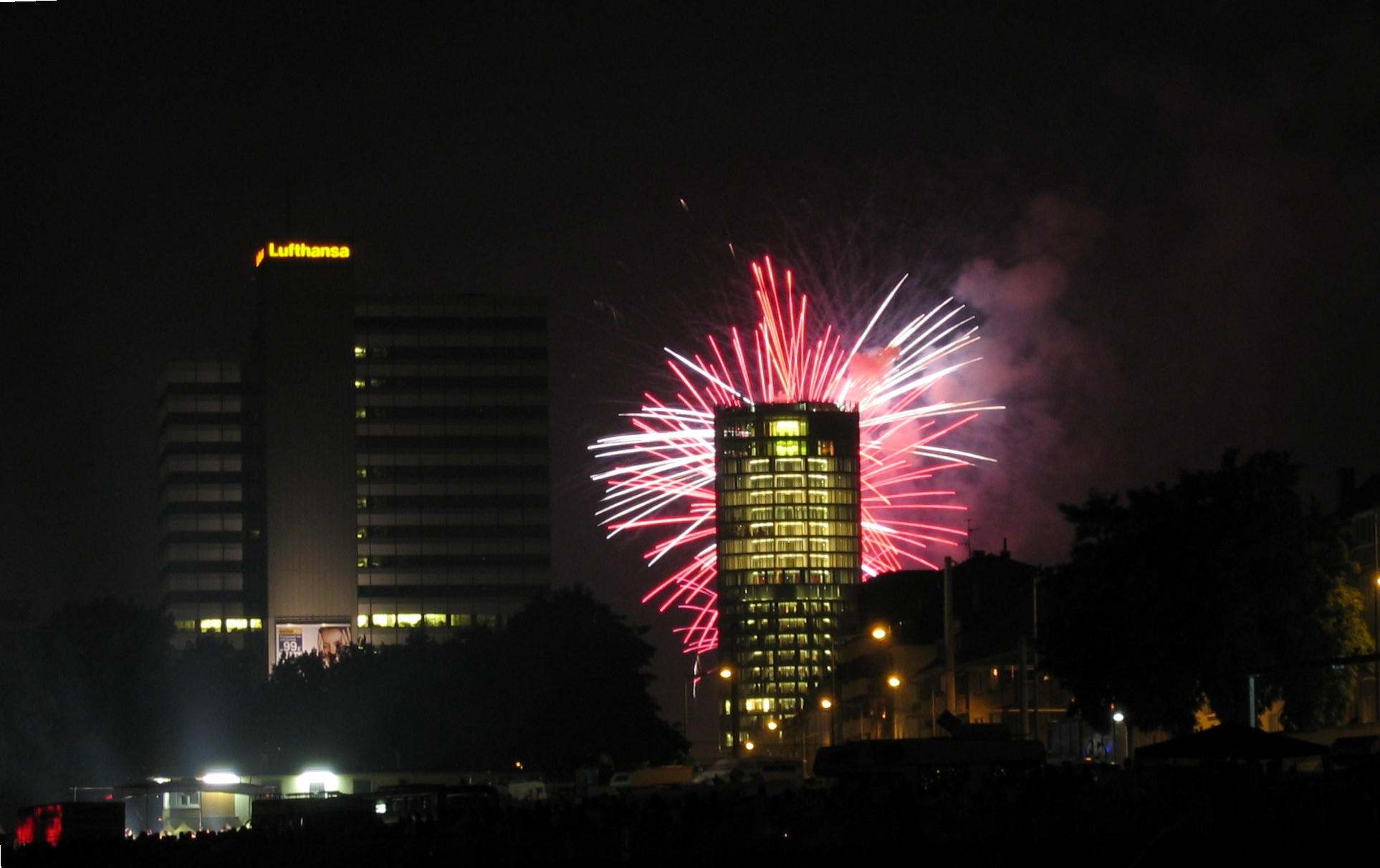
feu d'artifice

Les Kölner Lichter (Lumières de Cologne en français) sont un événement annuel dans la ville allemande de Cologne, depuis 2001 à la mi-juillet.
C'est un ensemble d'animations avec, en apothéose, un feu d'artifice grandiose au-dessus du Rhin (à deux pas de la cathédrale de Cologne).